# Mergelhalde (Naturschutzgebiet)
Die Mergelhalde ist ein ehemaliges Naturschutzgebiet in der niedersächsischen Stadt Hannover.
Das ehemalige Naturschutzgebiet mit dem Kennzeichen NSG HA 080 ist 4 Hektar groß. Es ist vollständig Bestandteil des FFH-Gebietes „Bockmerholz, Gaim“ und grenzte direkt an das ehemalige Naturschutzgebiet „Gaim“. Das Gebiet stand seit dem 1. November 1984 unter Naturschutz. Zum 11. Januar 2019 ging es im neu ausgewiesenen Naturschutzgebiet „Bockmerholz, Gaim“ auf. Zuständige untere Naturschutzbehörde war die Region Hannover.
Diese bis zu 11 Meter hohe Halde liegt im Norden des Waldgebietes Gaim und grenzt im Osten an den Damm des Mittellandkanals. Sie ist am West- und Südhang durch teilweise verbuschten Halbtrockenrasen geprägt. Teile der Halde sind mit Glatthaferwiesen bewachsen. Auf dem Plateau gedeihen Birken und Hybridpappeln als Pioniervegetation.
Die Halde ist Rückzugs- und Regenerationsraum für an den Standort angepasste und bedrohte Pflanzen- und Tierarten. Eine besondere Bedeutung hat es für Schmetterlinge.